# Купишиха
Купишиха — опустевшая деревня в Кувшиновском районе Тверской области. Входит в состав Прямухинского сельского поселения.

## География
Находится в центральной части Тверской области на расстоянии приблизительно 21 км (по прямой) на юго-восток от города Кувшинова, административного центра района.

## История
Была отмечена еще на карте Менде (состояние местности соответствовало 1848 году). В 1859 году здесь (деревня Новоторжского уезда) было учтено 14 дворов. До 2015 года входила в состав Заовражского сельского поселения.

## Население
Численность населения составляла 237 человек (1859 год), 1 (русские 100 %) в 2002 году, 0 в 2010.